# Morah
Der Morah, auch Murah, war eine ostindische Masseneinheit und wurde für Getreide und besonders für Reis in Bombay und anderen Orten dieser Region verwendet.
- 1 Morah = 4 Candy = 25 Parah = 500 Adowlies = 3750 Seer = 7500 Tipree/Tiprih[1]
- 1 Morah = 391 4/5 Kilogramm entspricht 880,9 Liter[2]
- Mysore: 1 Morah = 40 Seer Pucca[3]